# ハーラル・ナエヴダル
ハーラル・ナエヴダル (Harald Nævdal、1970年7月6日 - ）は、ノルウェー・ベルゲン出身のヘヴィメタルミュージシャン。デモナズ・ドゥーム・オカルタ (Demonaz Doom Occulta)、またはデモナズ (Demonaz)のステージネームを使っており、ブラックメタルバンド・イモータルの結成時のギタリスト、現在はメインソングライターとして著名。

## 概略
イモータルにおいては、ブラックメタルとしては型破りな、氷に覆われた風景や「Blashyrkh」と呼ばれる架空の国をテーマとした作詞を行っていることで知られている。「Blashyrkh」に関する物語は、イモータルのアルバムを通して徐々に語られている。作詞の際には、ナエヴダルの地元であるベルゲン近郊の片田舎を散歩することでインスピレーションを得ている。ナエヴダルは、パワーコードを特徴とするシンプルながらも極端に速いギター演奏で知られていた。ナエヴダルとオルヴェ・エイケモ（アバス・ドゥーム・オカルタ）は、初期イモータルの中核をなす存在であり、1997年にドラマーのホルグが加入するまでメンバーが流動的だったバンドを支えた。
イモータルにおいて、ナエヴダルがギターを担当したのは、1stアルバム『Diabolical Fullmoon Mysticism』から、『Pure Holocaust』、『Battles in the North』、そして1997年リリースの4thアルバム『Blizzard Beasts』の計4枚のアルバムである。同年にナエヴダルは深刻な腱障害と診断を受け、イモータルで必要とされる速度でギターを演奏することが出来なくなった。その一方で、イモータルでの作詞活動は継続し、しばしばバンドマネージャーとしても活動を継続した。イモータルのツアーにも同行し、楽器を弾くことが出来ないながらも、アバスやアポリヨン、ホルグから正規バンドメンバーとみなされていた。
ナエヴダルは、イモータルのミュージックビデオにも出演しており、最近では、2010年の『All Shall Fall』のミュージックビデオに出演していた。
イモータル以外の活動として最古のものは、デスメタルバンド・オールド・フューネラルやアンピュテイションがある。しかしながらどちらのバンドも短期間で脱退、もしくは解散している。ちなみにどちらのバンドにもオルヴェ・エイケモが関わっている。また、アンピュテイションのメンバーはほとんど、そのままイモータルの最初期メンバーとなっているが、アンピュテイションとイモータルに直接のつながりはない。
イモータル活動開始後は、並行して目立った活動することはなかったが、イモータル活動停止後に、オルヴェ・エイケモが立ち上げたバンド・Iに作詞家として携わり、アルバム『Between Two Worlds』の楽曲の作詞を担当した。
更に2007年には、自身のステージネームを冠したバンド（ソロプロジェクト）・デモナズ (Demonaz)を立ち上げる。同バンドでは、ボーカルを務めており、メンバーの多くがIと重複している。デモナズは2011年にアルバム『March of the Norse』をリリースしデビューを果たしている。

## ソロプロジェクト
デモナズ (Demonaz)は、デモナズことハーラル・ナエヴダルによって立ち上げられたヴァイキングメタル/ブラックメタルバンド。バンド名に自身のステージネームを冠している通り、デモナズのソロプロジェクトとして立ち上げられた。最初期の名前はパーフェクト・ヴィジョンズ (Perfect Visions)であったが、短期間でデモナズに改名している。バンドメンバーには、デモナズがかかわっているバンド・Iのアイス・デール (G、B)とアルマゲダ (Ds)が参加している。ちなみに、アルマゲダは最初期のイモータルでドラムを叩いていたが、短期間で脱退している。
2007年にプロモCD『Promo』をリリースしたが、その後は活動休止が続き、2011年になってニュークリア・ブラストから『March of the Norse』をリリースしデビューを果たした。その後は、再び活動は沈静化している。

### メンバー
- デモナズ (Demonaz) - ボーカル
- アイス・デール (Ice Dale) - ギター、ベース

エンスレイヴド、オードリー・ホーン、I等で活動。
- アルマゲダ (Armagedda) - ドラムス

イモータル、I等で活動。

### ディスコグラフィ
- 2007年 Promo
- 2011年 March of the Norse

## ディスコグラフィ

### I
- 2006年 Between Two Worlds

### アンピュテイション (Amputation)
- 1989年 Achieve the Mutilation (Demo)
- 1990年 Slaughtered in the Arms of God (Demo)